# バーネット区
バーネット・ロンドン自治区（バーネット・ロンドンじちく、英: London Borough of Barnet、 発音）は、イングランドのロンドン北部にあるロンドン自治区で、アウター・ロンドンを構成する区の一つ。1963年ロンドン政府法により設置された :5 。

## 地理
人口は348,200人（2010年推計値）、面積は86.74平方キロメートル (33 sq mi)である。
北側ではハートフォードシャーと境界を接するほか、西側では北からハーロウ区とブレント区、南側ではカムデン区、南東側ではハーリンゲイ区、東側ではインフィールド区と隣接する。旧ミドルセックスとハートフォードシャーの一部のカウンティが合併して1965年に創設された。自治体はバーネット・ロンドン・バラ・カウンシルである。

## 地区
※主要地区ないし郊外型の町、及びその周辺地区は以下。
- ヘンドン（Hendon） - 区西側にある。
- ウエスト・ヘンドン
- コリンデイル（Colindale） - 区役所と議会がある。区西側、ブレント区に隣接した位置にある。
- フィンチリー（Finchley） - ハムステッド・ヒースの北側に位置する。
- イースト・フィンチリー
- ノース・フィンチリー
- ゴルダーズ・グリーン（ゴールダーズ・グリーン, Golders Green）
- ハムステッド・ガーデン・サバーブ（Hampstead Garden Suburb）
- テンプル・フォーチュン
- ハムステッド・ヒース - 大半はカムデン区に入る。また、カントリー・ハウスのケンウッド・ハウスはカムデン区内に位置する。
- バーネット
- フライアン・バーネット（Friern Barnet）
- チピング・バーネット（Chipping Barnet）
- ウェットストーン（Whetstone）
- エッジウェア（Edgware）
- ウッドサイド・パーク
- ニュー・サウスゲイト - インフィールド区、ハーリンゲイ区に跨がる地区。サウスゲイト地区はインフィールド区に入る。
- オシッジ
- オークリー・パーク

※主要な集落地区は以下。
- トッテリッジ（トダリッジ, Totteridge）
- アークリー（Arkley）

## 姉妹都市
- アメリカ合衆国 バーモント州バーネット
- フランス イル＝ド＝フランス地域圏オー＝ド＝セーヌ県シャビル
- ウガンダ ジンジャ
- フランス イル＝ド＝フランス地域圏セーヌ＝サン＝ドニ県ル・ランシー
- アメリカ合衆国 ニュージャージー州エセックス郡モンクレア
- キプロス モルフー
- イスラエル テルアビブ地区ラマト・ガン
- ドイツ ノルトライン＝ヴェストファーレン州ジーゲン＝ヴィトゲンシュタイン郡
- ドイツ ベルリン特別市テンペルホーフ＝シェーネベルク区

## 関係者
出身者
- チャールズ・フェアリー（航空機メーカーフェアリー創業者） - 複葉機フェアリー・ソードフィッシュなどが有名。旧ミドルセックスのヘンドン（Hendon）出身。
- ロナルド・フィッシャー（数学者、統計学者、進化生物学者） - 現代推計統計学の確立者。旧ミドルセックスのイースト・フィンチリー出身。
- エリザベス・テイラー（女優） - 旧ミドルセックスのハムステッド・ガーデン・サバーブ生まれ。
- シャーリー・イートン（女優、ボンドガール） - 映画「007/ゴールドフィンガー」で、タニア・マレット（英語版）と姉妹役の姉を演じた。旧ミドルセックスのエッジウェア生まれ。
- エレイン・ペイジ（ミュージカル女優、歌手）
- レイチェル・ワイズ（女優） - ウェストミンスターで生まれ、ハムステッド・ガーデン・サバーブ育ち。
- ジョン・バーコウ（政治家、庶民院議長） - 1963年、エッジウェア生まれ。

居住その他ゆかりある人物
- アンナ・パヴロワ（バレリーナ） - 1912年から、カムデン区北部ハムステッド・ヒース界隈に接するゴルダーズ・グリーン (Golders Green) に居住。フェリックス・ユスポフとも関係。